# Campeonato Mundial de Patinaje Artístico sobre Hielo de 2019
El CIX Campeonato Mundial de Patinaje Artístico se celebró en Saitama (Japón) entre el 20 y el 24 de marzo de 2019 bajo la organización de la Unión Internacional de Patinaje sobre Hielo (ISU) y la Federación Japonesa de Patinaje sobre Hielo.
Las competiciones se realizaron en la Saitama Super Arena de la ciudad japonesa.

## Calendario
- Hora local de Japón (UTC+9).

| Programa corto | Programa libre |

| Fecha       | Hora          | Evento             |
| ----------- | ------------- | ------------------ |
| 20 de marzo | 10:30 – 13:40 | Parejas            |
| 20 de marzo | 15:00 – 21:00 | Femenino           |
| 21 de marzo | 10:30 – 14:00 | Parejas            |
| 21 de marzo | 16:00 – 21:00 | Masculino          |
| 22 de marzo | 12:00 – 16:10 | Danza sobre hielo  |
| 22 de marzo | 17:30 – 21:30 | Femenino           |
| 23 de marzo | 12:30 – 15:50 | Danza sobre hielo  |
| 23 de marzo | 17:30 – 21:30 | Masculino          |
| 24 de marzo | 15:00 – 18:00 | Gala de exhibición |

## Resultados

### Masculino
| Puesto | Nombre       | País           | Puntos |
| ------ | ------------ | -------------- | ------ |
| Oro    | Nathan Chen  | Estados Unidos | 323,42 |
| Plata  | Yuzuru Hanyu | Japón          | 300,97 |
| Bronce | Vincent Zhou | Estados Unidos | 281,16 |

### Femenino
| Puesto | Nombre                | País       | Puntos |
| ------ | --------------------- | ---------- | ------ |
| Oro    | Alina Zaguitova       | Rusia      | 237,50 |
| Plata  | Elizabet Tursynbayeva | Kazajistán | 224,76 |
| Bronce | Yevgueniya Medvedeva  | Rusia      | 223,80 |

### Parejas
| Puesto | Nombre                               | País  | Puntos |
| ------ | ------------------------------------ | ----- | ------ |
| Oro    | Sui Wenjing Han Cong                 | China | 234,84 |
| Plata  | Yevgueniya Tarasova Vladimir Morozov | Rusia | 228,47 |
| Bronce | Natalia Zabiyako Alexandr Enbert     | Rusia | 217,98 |

### Danza en hielo
| Puesto | Nombre                                | País           | Puntos |
| ------ | ------------------------------------- | -------------- | ------ |
| Oro    | Gabriella Papadakis Guillaume Cizeron | Francia        | 222,65 |
| Plata  | Viktoriya Sinitsina Nikita Katsalapov | Rusia          | 211,76 |
| Bronce | Madison Hubbell Zachary Donohue       | Estados Unidos | 210,40 |

## Medallero
| Núm. | País           | Oro | Plata | Bronce | Total |
| ---- | -------------- | --- | ----- | ------ | ----- |
| 1    | Rusia          | 1   | 2     | 2      | 5     |
| 2    | Estados Unidos | 1   | 0     | 2      | 3     |
| 3    | China          | 1   | 0     | 0      | 1     |
| 3    | Francia        | 1   | 0     | 0      | 1     |
| 5    | Japón          | 0   | 1     | 0      | 1     |
| 5    | Kazajistán     | 0   | 1     | 0      | 1     |
|      | TOTAL          | 4   | 4     | 4      | 12    |